# الموسكي (حي)
الموسكي هو حي سكني في محافظة القاهرة، يقع في المنطقة الغربية، سمي نسبة إلى الأمير عزالدين موسك قريب السلطان صلاح الدين الأيوبى.

## تسمية

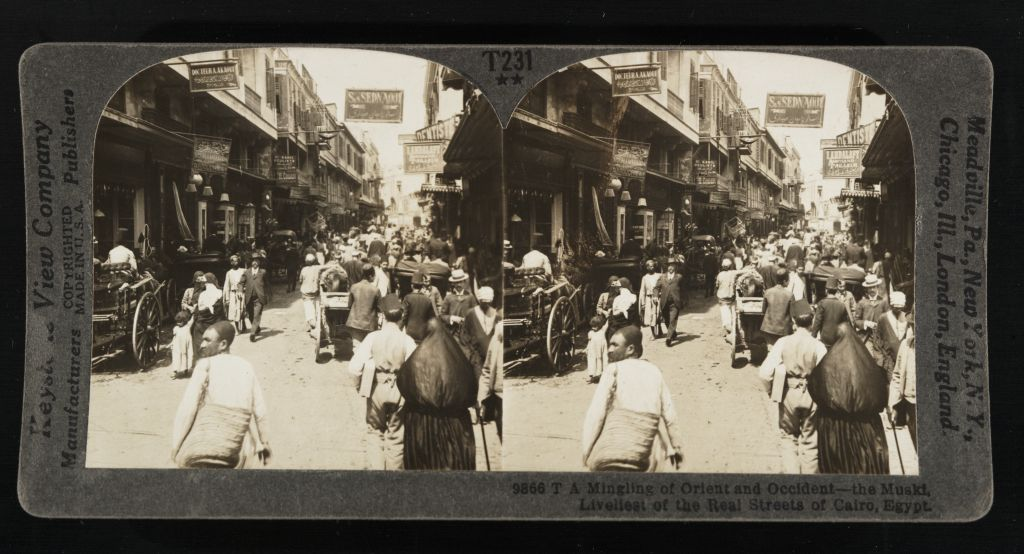
الموسكي - حيث يلتقي الشرق والغرب - وأكثر طرقات القاهرة حيوية

أطلق اسم الموسكى على هذا الحي العريق نسبة إلى الأمير عز الدين مؤسك قريب السلطان صلاح الدين الأيوبى وهو الذي أنشأ القنطرة المعروفة بقنطرة الموسكى ويوجد شارع باسم الأمير مؤسك متفرع من شارع عبد العزيز تخليدا لمؤسس هذا الحي العريق.

## تاريخ الموسكي

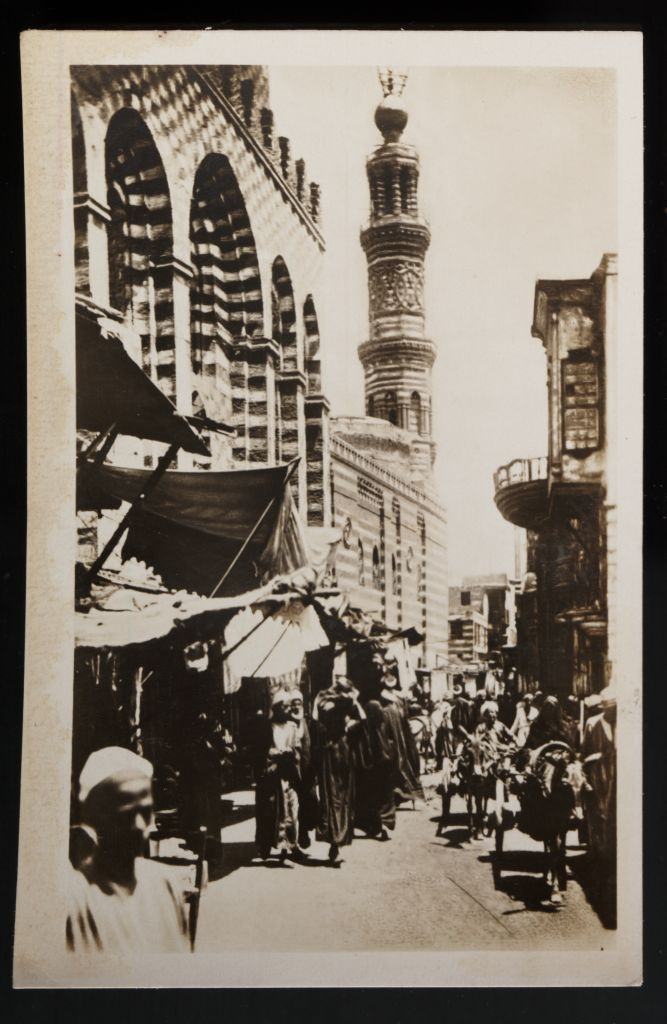

كان واحد من الأمراء وكان قريباً لصلاح الدين الأيوبي، أنشأ قنطرة باسمه في المنطقة التي عاش فيها وبنى فيها قصراً له، إنه الأمير عز الدين مؤسك والذي بنى القنطرة المعروفة بقنطرة الموسكي في المنطقة التي سميت باسمه الموسكي، ورغم كل ذلك مات الأمير عز الدين مؤسك في دمشق.
وعندما جاءت الحملة الفرنسية على مصر عام 1798 قام جنود الحملة بهدم بيوت الأمراء والهاربين خارج القاهرة فهدموا منطقة قنطرة الموسكي وأنشؤوا طريقاً من قنطرة الموسكي إلى ميدان جامع أزبك وهذا الطريق هو شارع الموسكي حالياً.
ثم جاء محمد علي والذي أمر بتوسيع أزقة وشوارع منطقة الموسكي وتسوية وتمهيد هذه الطرقات والشوارع، ثم أمر بتسمية شوارع القاهرة وترقيمها، واطلق اسم شارع الموسكي على الشارع المؤدي من زاوية الموسكي حتى الاستبالية الملكية بالأزبكية وهي مستشفى الأزبكية التي جددها محمد علي وجعلها ملحقة بمدرسة الطب والولادة بالقصر العيني.
ونظراً لكثرة النشاط التجاري وقدوم الأجانب وازدحام الموسكي بدأ محمد علي في إنشاء شارع السكة الجديدة وهو شارع الأزهر الآن، وقد أفتاه العلماء وقتها بأن يكون عرض هذا الشارع ثمانية أمتار، ثم أكمله بعد ذلك الخديوي إسماعيل حتى وصل شارع السكة الجديدة إلى جهة الغريب مكان جامعة الأزهر حالياً.
وفي يوم السابع عشر من نوفمبر عام 1869 كان بداية الاحتفالات بافتتاح قناة السويس وقد دعا الخديوي إسماعيل ملوك وأمراء الدول المختلفة، كما دعا رؤساء الشركات الكبرى وكبار الكتاب لافتتاح قناة السويس، وقبل الافتتاح دعاهم لزيارة معالم القاهرة وقضاء 5 أيام في القاهرة وكان برنامج اليوم الأول لهذه الرحلة هو زيارة حي الموسكي من خلال شارع السكة الجديدة.
وما بين محمد علي وإسماعيل وتحديداً في عهد عباس حلمي حيث كان عهده بداية إنشاء المدارس الأجنبية في مصر، حيث أنشأ الأميركيون مدرسة للبنين في الأزبكية عام 1854، وفكر الفرنسيون في إنشاء مدرستين للبنين أيضاً فوقع اختيارهم على حي الموسكي ليكون مكانا لهذين المدرستين.

## الحدود الإدارية للحى
الحد الشمالي : ميدان باب الشعرية (ولا يتبعه) شارع العروسي وميدان الفواطية وشارع باب البحر (ولا يتبعه) حتى رقمي (82) زوجي (85) فردى.
الحد الجنوبي :شارع عبد العزيز حتى تقاطع شارع رشدي (ولا يتبعه) امتداد أرض شريف ولا يتبعه وشارع عبد الخالق ثروت إلى رقمي (49) فردى (52) زوجي
الحد الشرقي :شارع الأزهر إلى رقم (54)زوجي(45) فردى وشارع بور سعيد أرقام 477-511-432-440-وشارع القلعة من رقم (109) إلى (157)ومن رقم 188 إلى 176و432و 440 وشارع القلعة من رقم109 إلى 157 ومن 118 إلى رقم 176
الحد الغربي : ميدان الخازندار متجها إلي شارع الجنينة حتى تلاقيها مع شارع الجمهورية

## السمات المميزة لحي الموسكى

### المباني التاريخية
- تلك المباني ذات الطابع المعماري الفرنسي والبلجيكي المميز والتي أنشئت في عهد الخديوي إسماعيل تأثرا بالعمارة الأوروبية خاصة الفرنسية منها والتي كان الخديوي يعشقها ومن أمثلتها إدارة الدفاع المدني ولحريق (المطافئ سابقا) ومبنى هيئة البريد ومبنى قسم الشرطة وكذا مبنى مديرية الشئون الصحية لمحافظة القاهرة والذي كان مقرا لصندوق الدين الذي فرضته أوروبا على الخديوي ليراقب الأنفاق المصري آنذاك وأيضا تياترو الخديوي (المسرح القومي الآن) كما كانت دار الأوبرا المصرية والتي احترقت عام 1968 م ومقر المحكمة المختلطة خلف الأوبـرا والتي أزيلت أيضا عند إنشاء جراج الأوبرا
-و هناك العديد من العقارات ذات الطراز المعماري الفريد مثل عمارة تيرنج بسوق الجوهري والتي يعلوها كره يحملها أربعة ملائكة وتعتبر تحفة فنية وأثرا تاريخيا يستحق الحفاظ به وتقوم رئاسة حي الموسكى باستعادة كفاءتها وتجريدها تنفيذا لتوجيهات السيد الدكتور / عبد العظيم وزير محافظ القاهرة الذي يولى سيادته اهتماما كبيرا بالحفاظ على آثارنا كقيمة تاريخية وإبرازها في أزهي صورها اللائقة بقاهرة المعز لدين الله الفاطمي
-و أيضا مبنى لوكاندة البرلمان الذي تحول للأسف إلي مول تجارى وكذا العديد من العقارات ذات الطابع التاريخي والطراز المعماري الفرنسي بشارع القلعة وشارع عبد العزيز وغيرها
- الجدير بالذكر أن شارع الموسكي بقاهرة المعز كان قديما ً يباع ويشتري وترجع ملكية نصف الشارع إلي عائلة سلاطين التي توطنت بمصر وعاشت بها

### المقاهي
-من أهم المقاهي التي كانت موجودة بحي الموسكى مقهى ماتاتيا خلف دار الأوبرا القديم (جراج الأوبرا حاليا) وتم إزالتها عند إنشاء الجراج وأنشئت في موقعها (حديقة ماتاتيا الآن) هذا المقهى كان ملتقى للثوار الذين مهدوا للثورة العرابية حيث كان يلتقي فيه صفوة شباب مصر حول الثائر جمال الدين الأفغاني
- وأيضا مقهى الندوة التجارية بشارع بور سعيد والذي يرتاده كبار التجار منذ مئات السنين
و مقهى الفنانين بشارع القلعة (محمد على سابقا) ومقهى التجاريين بشارع المرخم من ش القلعة ذات التاريخ العريق

### المحال الكبرى
- والتي أقيمت على غرار المحال الكبرى في باريس حيث محل سمعان صيدناوى ومحل عمر أفندي والبيت المصري وداوود وعدس

### دور العبادة
في حي الموسكى المساجد الأثرية ذات التاريخ العريق والكنائس ذات الطراز الفريد والمعابد اليهودية
و من المساجد الأثرية نجد مسجد العزبانى ومسجد الرويعى والجامع الأحمر وجامع البكري ومن الكنائس المسيحية ولكل مذهب نجد كنيسة الأقباط الأرثوذكس وكنيسة الأرمن (الغرغورى) وكنيسة الإفرنج الكاثوليك وكنيسة الأرمن الكاثوليك ومن المعابد نجد المعبد اليهودي القابع بشارع الجيش متوسطا للمسافة بين شارع الجيش وشارع الموسكى.

## الشياخات
1. الرملي
2. الشيخ ندا
3. الطمار
4. العشماوي
5. اللواء أمين الشريف
6. المناصرة
7. النوبي
8. درب الجنينة
9. صفي الدين
10. كوم الشيخ سلامة